# Ventre farcit
El ventre farcit és un embotit cuit de cap de llom de porc i espècies, molt apreciat, que es fa a l'illa d'Eivissa. La seva llargària és d'aproximadament un pam, i el gruix d'uns deu centímetres de diàmetre. A l'interior s'aprecien trossos sencers de llom i grans sencers de pebre entre el fons de llom picat i barrejat amb altres espècies. La barreja s'emboteix en l'estómac del porc i es cou a foc suau durant unes cinc hores.